# Лемъни Сникет: Поредица от злополучия
„Лемъни Сникет: Поредица от злополучия“ (на английски: Lemony Snicket's A Series of Unfortunate Events) е американски филм от 2004 г., на режисьора Брад Силбърлинг. Има четири номинации за Оскар и печели наградата в категория „Грим“. 